# 마니피캇

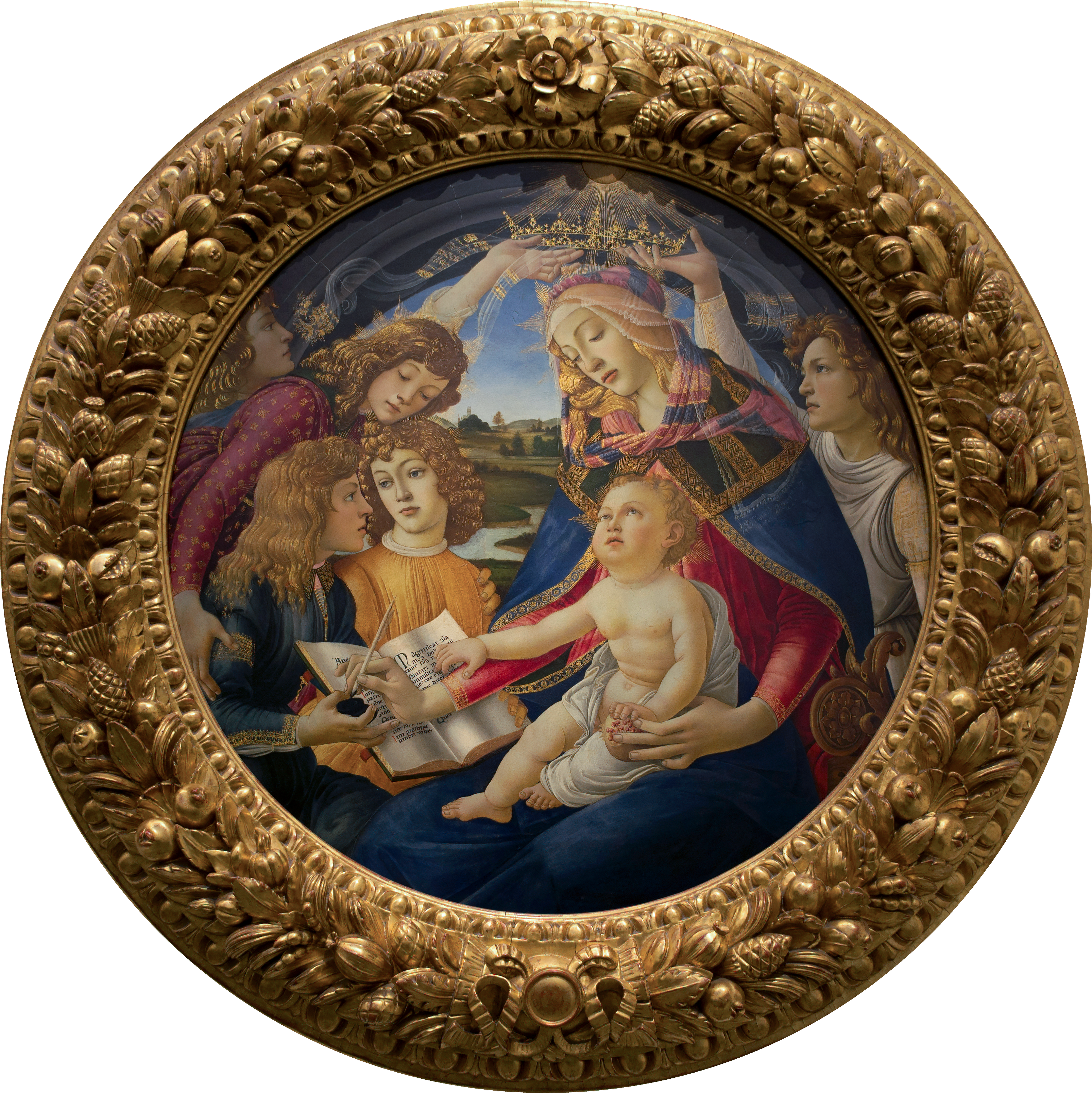
마니피캇, 산드로 보티첼리

마니피캇(Magnificat) 또는 성모 마리아 송가, 마리아의 노래는 라틴어로 ‘찬양하다.’ 또는 ‘찬미하다.’라는 뜻의 그리스도교의 성가 중 하나로, 루카 복음서 1장 46절부터 55절에 나오는 마리아의 노래를 통칭하여 부르는 명칭이다.

## 성경 내용
루카 복음에 따르면 성모 마리아는 성령에 의하여 예수를 잉태하자, 친척언니이며 세례자 요한을 임신한 엘리사벳의 집을 방문한다.
이 때 엘리사벳은 구세주를 잉태하신 성모 마리아에게 다음과 같이 문안인사(루카 복음 1:42-45, 가톨릭 "성모송"의 앞부분)를 드린다.
```
 42 " 당신은 여인들 가운데에서 가장 복되시며 당신 태중의 아기도 복되십니다.
 43   내 주님의 어머니께서 저에게 오시다니 어찌 된 일입니까?
 44   보십시오, 당신의 인사말 소리가 제 귀에 들리자 저의 태 안에서 아기가 즐거워 뛰놀았습니다.
 45   행복하십니다, 주님께서 하신 말씀이 이루어지리라고 믿으신 분! ”
```

그러자 마리아가 하느님이 자신을 도구로 써 주는 것에 대해 감사를 드리며 다음과 같이(루카 복음 1:46-55, "마니피캇" 또는 "마리아의 노래", 가톨릭 성모성월 "성모의 노래")하느님을 찬양하는 노래를 부른다.
```
 46 “ 내 영혼이 주님을 찬송하고
 47   내 마음이 나의 구원자 하느님 안에서 기뻐 뛰니
 48   그분께서 당신 종의 비천함을 굽어보셨기 때문입니다. 이제부터 과연 모든 세대가 나를 행복하다 하리니
 49   전능하신 분께서 나에게 큰일을 하셨기 때문입니다. 그분의 이름은 거룩하고
 50   그분의 자비는 대대로 당신을 경외하는 이들에게 미칩니다.
 51   그분께서는 당신 팔로 권능을 떨치시어 마음속 생각이 교만한 자들을 흩으셨습니다.
 52   통치자들을 왕좌에서 끌어내리시고 비천한 이들을 들어 높이셨으며
 53   굶주린 이들을 좋은 것으로 배불리시고 부유한 자들을 빈손으로 내치셨습니다.
 54   당신의 자비를 기억하시어 당신 종 이스라엘을 거두어 주셨으니
 55   우리 조상들에게 말씀하신 대로 그 자비가 아브라함과 그 후손에게 영원히 미칠 것입니다. ”
```

이 내용은 시편과 사무엘기 상권에 나오는 한나의 노래 등과 유사한 점이 많으며, 아마도 루카가 구약성서의 내용을 많이 인용하였을 것으로 추정된다. 따라서 이 노래의 전반부는 성모 마리아의 개인적인 찬가로 구성되어 있으며, 후반부는 유대인들이 하느님의 구원을 찬미하는 노래로 구성되어 있다고 볼 수 있다.
본래는 동방 교회의 성가였으나, 9세기 무렵에 서방 교회에서도 도입하였다. 가톨릭교회, 동방정교회, 성공회의 성무일도(시간경)에서는 저녁기도(만과, 만도)에 필수적으로 포함된다.

## 저자 문제
루카복음의 본문에는 이 노래를 부른 사람이 마리아로 되어 있기에 마리아가 이 노래의 저자 혹은 복음의 저자인 루카가 이 노래의 저자라고 생각 할 수 있으나, 저자 문제는 그렇게 쉽지는 않다. 시편을 비롯한 성경의 노래들은 그 노래를 직접 부른 사람이나 책의 저자가 아닌 경우가 있다. 따라서 마리아나 루카가 아닌 다른 사람이 저자일수도 있다는 견해가 있을 수도 있으나, 거룩한 전승은 이 노래가 예수를 잉태한 마리아가 성령의 감동을 받아 노래한 것이라 밝히고 있다.

### 마리아
보수적인 학자들은 마니피캇의 저자를 복음서에 나와 있는 마리아라는 설을 지지한다. 이 노래가 고대 문헌에서처럼 적절한 언어로 그 순간의 의미를 표현하고 있기 때문에 이야기의 인물에 의해 만들어졌다고 보는 것이 타당하기 때문이다.

### 루카복음의 저자 루카
하르낙(A.v.Harnack, 1851-1930)은 루카가 찬가의 저자라고 지지한다. 이 주장은 궁켈(H.Gunkel, 1862-1932)에 의해서 반대되었고, 현대에 와서 다시 제기되고 있다. 그 이유는 마리아의 노래는 루카식 어법이 아니고, 칠십인역의 셈어적 표현도 아닌 표현들이 상당히 많다는 것이다. 마리아의 노래가 루카 자신의 작품일 가능성은 희박하다.

### 익명의 저자
많은 학자들은 이 노래가 칠십인역으로부터 상당히 많은 영향을 받아왔고, 이 노래의 본문이 히브리어를 단순히 번역한 것이 아니며, 또한 루카에 의해 수정된 부분이 있음을 나타내 주는 루카식 어법을 포함하고 있다는 점을 근거로 하여 마리아의 노래는 루카 이전의 어느 익명의 저자가 지은 노래이고, 루카는 복음서를 집필 할 때 이 노래를 삽입하면서 약간의 손질을 하였을 것이라고 주장한다. 이와 같이 루카는 유년기 이야기에 나오는 마리아의 노래를 루카가 아닌 루카 이전의 익명의 저자에 의한 자료를 수정하여 삽입한 것이라고 본다.

## 기원
대부분의 학자들은 마리아의 노래가 유다교의 기원을 가진 것으로서 유다교 공동체 또는 유다계 그리스도교 공동체에서 사용된 찬가였을 가능성이 높다고 본다. 노래의 많은 부분에서 드러나는 구약성경의 모티브들이 이 노래가 루카에 의해서 수정되기 전에 구약의 배경을 지니고 있는 공동체에서 사용되었을 것이라는 사실을 말해주기 때문이다.
마리아의 노래가 지니고 있는 보편 구원에 대한 사상, 구원의 완성이 하느님과 이스라엘의 조상 아브라함 사이에 체결된 계약의 완성이라는 사상은 초기 유다계 그리스도교 공동체의 핵심 주제들이었다. 따라서 많은 학자들은 이 찬가가 이러한 종말론적 성취를 노래하고 있다는 점에서 그리스도교적인 특성을 지니고 있으며, 이 찬가를 전하고 발전시킨 삶의 자리는 구원사의 결정적인 계기들을 재현하는데 관심이 있었던 초기 그리스도교 공동체의 예배 상황이었을 것이라는 사실에 동의하고 있다.

## 내용
마리아의 노래는 루카가 전하고 있는 구원의 메시지의 중심적인 내용이 그대로 담겨져 있다. 하느님의 구원은 이미 이스라엘의 조상들에게 약속된 것이며, 그 구원이 예수를 통해 성취되었음을 이야기 하고 있다. 마리아의 노래는 루카가 즐겨 강조하는 보편적 구원관을 지니고 있다. 예수를 통해 계시된 구원은 만민을 향해 열려있다는 것이 루카 복음서에 잘 드러나 있는데, 이는 빈자들과 이방인들의 복음서인 루카복음은 모든 이를 위한 구원관을 지니고 있다는 것이다.
결론적으로, 마리아의 노래는 마리아를 통하여 본격적으로 인류 구원을 이루시는 하느님의 자비를 노래하고 있다. 인류가 구원의 혜택을 받게 된 것은 그들의 선행에 대한 보상도 아니고 하느님께 부과된 의무 때문도 아니며 오직 하느님 자비의 소산이다. 이 자비는 구원 약속과 실현의 바탕이며 열쇠이다. 따라서 이 노래는 마리아가 느끼고 체험한 하느님의 자비에 대한 찬미와 감사의 노래이다.

## 구조
이 노래의 구조는 내용상 크게 두 부분으로 나누어볼 수 있다.
- 46-50절 : 하느님이 마리아 자신에게 베풀어 주신 자비에 대한 감사
- 51-55절 : 하느님이 마리아를 통하여 시작하신 종말 구원에 대한 신비

이 가운데 46b-47절은 전반부와 노래 전체의 도입부를 이루고, 50절과 54-55절은 전반부와 후반부의 결론을 이루는데 각 결론은 하느님의 자비를 찬양한다.
브라운(R.E.Brown, 1928-1998)은 마리아의 노래가 세부분으로 이루어져 있다고 주장하는데, 이는 궁켈이 주장하는 종말론적 찬미가의 구조와 유사하다.
- 46-47절 (도입) : 하느님을 찬양
- 48-50, 51-53절(몸) : 하느님을 찬양하는 동기들을 열거
- 54-55절 (결론) : 이 본론은 찬양의 이유 절로 시작되는데, 그 바로 뒤에는 다른 문법적 형태들을 지니는 절들이 함께 나온다. 동기에는 이스라엘을 위한 하느님의 행위 또는 개인을 위한 하느님의 업적들과 하느님의 속성들이 포함되어 있다.

브라운은 이 찬양이 무엇보다 우선 화자인 “나”의 관점이고, 그 다음은 아나윔(Anawim) 집단을 나타나는 대리자의 관점에서 찬양하고 있다고 주장한다, 1,51-53에 언급된 하느님의 자비는 1,50절의 하느님을 두려워하는 자들에 대한 자비의 내용을 명백히 밝혀주는 내용들이며, 마리아의 노래 후반부 1,51-53에 나오는 모든 종류의 박해에 대한 민족적 해방의 차원에서 하느님의 승리를 묘사하고 있다. 이것은 구약사상에서 몇 번이고 되풀이되어 나오는 특성이다. 이러한 시들은 일상적으로 하느님 찬양에로 초대를 담고 있다. 또한 여기 나오는 대립쌍들은 지금의 처지를 역전시키는 하느님의 모습이다. 이러한 하느님의 모습은 루카복음 전체에 등장하는 예수님의 말씀으로 확대되고 있으며, 이는 주로 당시의 삶의 자리에서는 주류세력들과 소외된 자에게 관심을 가지고 있는 루카의 신학적 관점을 담고 있음을 대변하고 있는 것이다. 또한 브라운은 하느님의 자비는 ‘비천한 자의 집단’으로 이해되고 있는 아나윔(Anawim)집단에게 소급되는 것이 타당하다고 주장한다.
마지막으로 결론부분(1,54-55)은 몸(1,51-53)의 요소들을 되풀이하며, 하느님의 구원행위와 속성들을 요약하고 제안한다. 마리아의 노래에는 루카복음서 전체에서 증언되는 예수그리스도를 통하여 계시된 하느님의 자비로운 모습이 매우 강조되어 있으며, 특별히 아나윔(Anawim) 집단에 대한 하느님의 각별한 관심과 사랑이 강하게 표현되어있음을 볼 수 있다.

## 텍스트

### 라틴어
Magnificat anima mea Dominum,
Et exsultavit spiritus meus in Deo salutari meo,
quia respexit humilitatem ancillae suae;
ecce enim ex hoc beatam me dicent omnes generationes,
quia fecit mihi magna qui potens est
et sanctum nomen eius;
et misericordia eius a progenie in progenies timentibus eum.
Fecit potentiam in brachio suo;
dispersit superbos mente cordis sui.
Deposuit potentes de sede, et exaltavit humiles.
Esurientes implevit bonis, et divites dimisit inanes.
Suscepit Israel puerum suum, recordatus misericordiae suae,
sicut locutus est ad patres nostros, Abraham et semini eius in saecula.

### 한국어

#### 가톨릭교회
“내 영혼이 주님을 찬송하고

내 마음이 나의 구원자 하느님 안에서 기뻐 뛰니

그분께서 당신 종의 비천함을 굽어보셨기 때문입니다. 이제부터 과연 모든 세대가 나를 행복하다 하리니

전능하신 분께서 나에게 큰일을 하셨기 때문입니다. 그분의 이름은 거룩하고

그분의 자비는 대대로 당신을 경외하는 이들에게 미칩니다.

그분께서는 당신 팔로 권능을 떨치시어 마음속 생각이 교만한 자들을 흩으셨습니다.

통치자들을 왕좌에서 끌어내리시고 비천한 이들을 들어 높이셨으며

굶주린 이들을 좋은 것으로 배불리시고 부유한 자들을 빈손으로 내치셨습니다.

당신의 자비를 기억하시어 당신 종 이스라엘을 거두어 주셨으니

우리 조상들에게 말씀하신 대로 그 자비가 아브라함과 그 후손에게 영원히 미칠 것입니다.”

⊙ 영광이…

#### 개신교
내 영혼이 주를 찬양하며,

내 마음이 하나님 내 구주를 기뻐하였음은

그의 여종의 비천함을 돌보셨음이라. 보라. 이제 후로는 만세에 나를 복이 있다 일컬으리로다.

능하신 이가 큰 일을 내게 행하셨으니 그 이름이 거룩하시며,

긍휼하심이 두려워하는 자에게 대대로 이르는도다.

그의 팔로 힘을 보이사 마음의 생각이 교만한 자들을 흩으셨고,

권세 있는 자를 그 위에서 내리치셨으며, 비천한 자를 높이셨고,

주리는 자를 좋은 것으로 배불리셨으며, 부자는 빈 손으로 보내셨도다.

그 종 이스라엘을 도우사 긍휼히 여기시고 기억하시되,

우리 조상에게 말씀하신 것과 같이 아브라함과 그 자손에게 영원히 하시리로다.— 개역개정판 성경

#### 대한성공회
내 영혼이 주님을 찬양하오며, ○ 내 마음이 나를 구원하신 하느님을 기뻐합니다.

주께서 여종의 비천함을 돌보셨으니, ○ 이제부터 온 백성이 나를 복되다 할 것입니다.

전능하신 분께서 내게 큰일을 행하셨으니 ○ 주님의 이름 거룩하십니다.

주님을 두려워하는 이들에게는 ○ 대대로 구원의 자비를 베푸십니다.

주께서 전능하신 팔을 펼치시어, ○ 마음이 교만한 자들을 흩으셨습니다.

권세있는 자들을 그 자리에서 내치시고, ○ 보잘 것 없는 이들을 높이셨습니다.

굶주린 사람을 좋은 것으로 배불리시고, ○ 부유한 사람을 빈손으로 돌려 보내셨습니다.

주님은 약속하신 자비를 기억하시어, ○ 주님의 종 이스라엘을 도우셨습니다.

주께서 우리 조상들에게 약속하신 대로, ○ 아브라함과 그 후손에게 영원토록 자비를 베푸십니다.

⊙ 영광이… — 성공회 기도서(2004)

## 참조하면 좋은 자료들
- 정양모 옮김, 『루가 복음서 – 한국천주교회 200주년 신약성서3』.
- 이홍기, 『마리아의 노래』, 부산가톨릭대학.
- 신교선, 『루가가 전하는 예수』, 생활성서사, 1996.
- 서인석, 『성서의 가난한 사람들』, 분도출판사, 1983.